# Крајпуташ браћи Миленковић, Недељку и Марјану из села Луке
Крајпуташ браћи Миленковић, Недељку (†1915) и Марјану (†1918) из села Луке (Општина Ивањица) налази се у засеоку Чадоње, са десне стране макадамског пута Ивањица-Каона-Краљево.

## Опис споменика
Крајпуташ је у облику стуба од пешчара. На страни окренутој ка путу приказан је лик војника Недељка Миленковића, на десној бочној страни симболична представа голуба на цветној грани, на полеђини уклесан текст епитафа. 
Споменик је у лошем стању, преломљен и препуштен забораву. По наслагама маховине и лишаја на месту прелома може се закључити да је оштећен већ дуже време.

## Епитаф
Препис натписа гласи:
Вечни спомен браће МИЛЕНКОВИЋА из Лука.
Недељко као војник кадровац у 18. год. свог живота разболе се и умрије
у Краљевачкој болници у Приштини 6. фебруара 1915. год. и
МАРЈАН као војник II чете 1. бат. 11. пука пож. 21. год.
а борећи се за слободу и отаџбину он погибе 27. октом. 1918. год.
Бог да му душу прости.
Овај спомен спод. отац Радисав мајка Перса.